# Rosana Sastre
Rosana Edith Sastre (ciudad de Neuquén, Argentina) es una patinadora, su desempeño la ha marcado como una gran deportista argentina del siglo XX, fue merecedora de la medalla de oro en el Mundial de Patín Carrera, prueba que se disputó en la ciudad de Mar del Plata en el año 1997.

## Trayectoria deportiva
Mundiales:
- 1.º y 2.º puesto en el Mundial de Colombia (1990)
- 2.º puesto en el Mundial de Bélgica
- 1.º lugar en el Mundial de Roma (1992)
- 3.º lugar en el Mundial de Colorado (1993)
- 2.º puesto en el Mundial de Francia (1994)
- 3.º puesto en el Mundial de Australia (1995)
- 3.° lugar en el Mundial de Italia (1996)
- 1.° en el mundial de Mar del Plata (1997)
- 1.° en el mundial de Bogotá (1997)

La trayectoria de Rosana es muy extensa y participó desde el año 1987 en eventos deportivos (Juegos Panamericanos):
- 1987 10 000 m pista logró el oro
- 1991 10 000 m pista logró el oro
- 1991 5000 m pista logra medalla de plata
- 1991 3000 m pista logró el oro
- 1995 1500 m pista logra medalla de plata
- 1995 5000 m ruta logra medalla de plata
- 1995 10 000 m ruta logra medalla de plata
- 1995 medio maratón logra medalla de plata
- 1995 Posta, junto a Andrea González y Nora Vega logra el oro

## Mar del Plata
El 3 de noviembre de 1997, Rosana Sastre obtuvo el mayor galardón al imponerse en la carrera de Patín (5000 m) Mundial de Patín Carrera, carrera disputada en la ciudad de Mar del Plata.

## Galardones
- Premio Fundación Konex 2000[6]
- Olimpia de Plata (1986, 1990 y 1997)[7]
- Pehuén de Plata (1992/1994/1995/1997)
- Pehuén de Oro (1992/1995/1997)